# Municipio de Whiteford (Minnesota)
El municipio de Whiteford (en inglés: Whiteford Township) es un municipio ubicado en el condado de Marshall en el estado estadounidense de Minnesota. En el año 2010 tenía una población de 44 habitantes y una densidad poblacional de 0,47 personas por km².

## Geografía
El municipio de Whiteford se encuentra ubicado en las coordenadas 48°23′46″N 95°57′27″O / 48.39611, -95.95750. Según la Oficina del Censo de los Estados Unidos, el municipio tiene una superficie total de 94.1 km², de la cual 91,25 km² corresponden a tierra firme y (3,03 %) 2,85 km² es agua.

## Demografía
Según el censo de 2010, había 44 personas residiendo en el municipio de Whiteford. La densidad de población era de 0,47 hab./km². De los 44 habitantes, el municipio de Whiteford estaba compuesto por el 100 % blancos. Del total de la población el 0 % eran hispanos o latinos de cualquier raza.